# Брдска жуменица
Брдска жуменица (Alyssum montanum) је вишегодишња зимзелена  биљка жутих цветова, која припада породици купусњача (Brassicaceae).

## Распрострањеност
Брдска жуменица је европска врста. Од природе расте широм Европе, осим на Медитерану. У Великој Британији и на северу континента је интродукована.

## Станиште
Брдска жуменица јавља се у планинским и субалпским подручјима са умереном климом. Најбоље расте на топлим и осунчаним стаништима са добром дренажом, какве су камените падине и стеновита подлога. Када се прилагоди станишту, отпорна је на сушу.

## Опис биљке
Брдска жуменица је зимзелена, вишегодишња биљка са полеглим стаблом. Обично нарасте 10-15 cm у висину, са пречником крошње 30-45 cm.
Цела биљка је прекривена звездастим длачицама сиве боје. Листови су ситни, дужине 1–2,5 cm, сивкасте боје, уско ланцетасти и сужени према основи.
Цветови су ситни, златно жути и мирисни, пречника 4-6 mm. Скупљени су у кратке гроздасте цвасти, издужене у време плодоношења. Цвета од маја до јула. Медоносна је и привлачи пчеле.
Биљка може бити подложна нападу лисних ваши и трулежи корена.

### Важније подврсте у Србији
У Србији је брдска жуменица распрострањена у планинским пределима.
- На планини Столови расте ендемска подврста Alyssum montanum subsp. serbicum.[10] [11]
- Подврста Alyssum montanum subsp. scardicum, позната и као шарска громотуља, заштићена је врста[12] и расте на простору Специјалног резервата природе Гутавица.[13]
- Подврста Alyssum montanum subsp. brymii има наранџасто жуте цветове такође је ендемска врста и у природи се може наћи само на просторима некадашње Југославије.[14]

### Употреба у хортикултури
Брдска жуменица и њени бројни варијетети радо се користе у хортикултури. Декоративна је током целе године, зими због сивкасте боје лишћа које остаје на гранама, а лети због својих густих цвасти са многобројним јарко жутим цветовима.
Због свог густог хабитуса користи се као покривач тла. Такође се често сади у алпинумима, а добро расте и у саксијама.
Лако ју је узгајити из семена посејаног директно на зеленој површини.

## Галерија
- На камењару
- Јелашничка клисура
- Покривач тла
- У расаднику, пре цветања
- Сивкасти, длакави листови
- Јарко жути цветови
- цвасти
- Плод
- Плодови у грозду